# Lepiota castaneidisca
A Lepiota castaneidisca é uma espécie de fungo agárico da família Agaricaceae. Formalmente descrita em 1912, durante muito tempo foi considerada a mesma espécie que a semelhante Lepiota cristata, até que a análise molecular relatada em 2001 demonstrou que ela era geneticamente distinta. É mais comum na costa e no norte da Califórnia, e também foi registrada no México. É uma espécie saprófita, geralmente encontrada sob a sequoia-costeira e o cipreste de Monterey. Seus basidiomas têm um píleo branco com um centro vermelho-alaranjado a marrom-alaranjado que mede até 3,2 cm de largura. Os estipes de cor creme a rosa claro têm até 6,5 cm de comprimento por 0,2 a 0,6 cm de espessura e possuem um anel. A L. castaneidisca pode ser distinguida de outras espécies semelhantes de Lepiota por diferenças de habitat, características macroscópicas ou microscópicas.

## Taxonomia
A espécie foi descrita pela primeira vez como nova para a ciência pelo micologista William Alphonso Murrill em 1912. Murrill coletou o holótipo crescendo perto de sequoias-costeiras próximas ao lago Searsville, Califórnia, em dezembro de 1911. Em 1914, Murrill decidiu que a espécie era a mesma que Lepiota cristata (a qual ele chamou de Lepiota conspurcata (Willd.) Morgan); essa opinião foi posteriormente corroborada por Walter Sundberg em 1989 após estudar a coleção-tipo quando concluiu que as características microscópicas de ambas eram as mesmas. Usando a análise molecular baseada na comparação das sequências de DNA da região espaçadora interna transcrita, o micologista Else Vellinga determinou que, apesar da falta de características micromorfológicas distintivas, as duas espécies eram distintas.
O epíteto específico castaneidisca se refere ao centro de cor castanha do píleo. Lepiota significa "a escamosa".

## Descrição

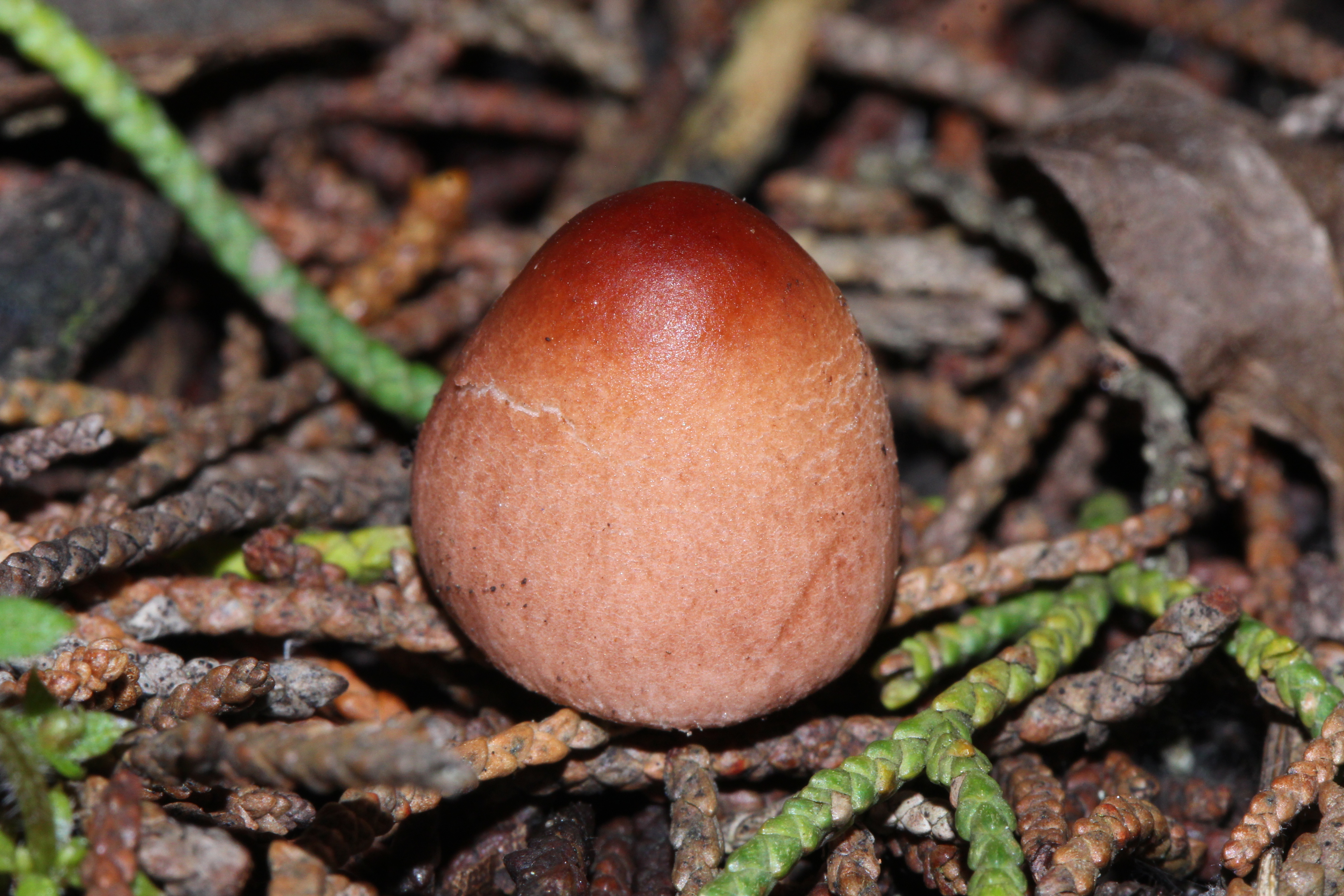
Píleo de um basidioma jovem

Os basidiomas têm píleos brancos, em forma de sino a convexos, de 0,8 a 3,2 cm de diâmetro, com um centro laranja-avermelhado a marrom-alaranjado pálido. Os espécimes maduros desbotam e perdem os tons avermelhados. A superfície do píleo desenvolve pequenas manchas rosa pálido ou creme (especialmente na zona mais externa) em um fundo branco com fibrilas dispostas radialmente. As lamelas são um pouco aglomeradas a moderadamente distantes, com tipicamente 40-45 lamelas de comprimento total e 1-5 camadas de lamélulas intercaladas (lamelas curtas que não se estendem totalmente da margem do píleo até o estipe). São levemente ventriculares, medindo de 2,5 a 5 mm de largura e têm uma borda branca com franjas ou irregular. Esbranquiçadas quando jovens e de cor creme quando mais velhas, as lamelas são livres de fixação ao estipe. O estipe tem 25 a 65 mm de comprimento por 2 a 6 mm de espessura, é cilíndrico, ligeiramente alargado na base, oco e fibriloso. Sua cor é rosada na parte inferior e manchada de avermelhado quando danificada, especialmente em espécimes mais velhos. A carne é esbranquiçada, as vezes com tons de creme, ou marrom-avermelhada em espécimes maduros. Há um anel que aponta para cima em espécimes jovens, mas na maturidade ele se degrada para restos que são deixados para trás no estipe. Tem um odor forte semelhante ao da borracha ou do óleo de fígado de bacalhau. Não se sabe se o cogumelo é venenoso, mas o consumo não é recomendado devido ao risco de possível confusão com espécies de Lepiota que contêm amatoxinas mortais.

### Características microscópicas

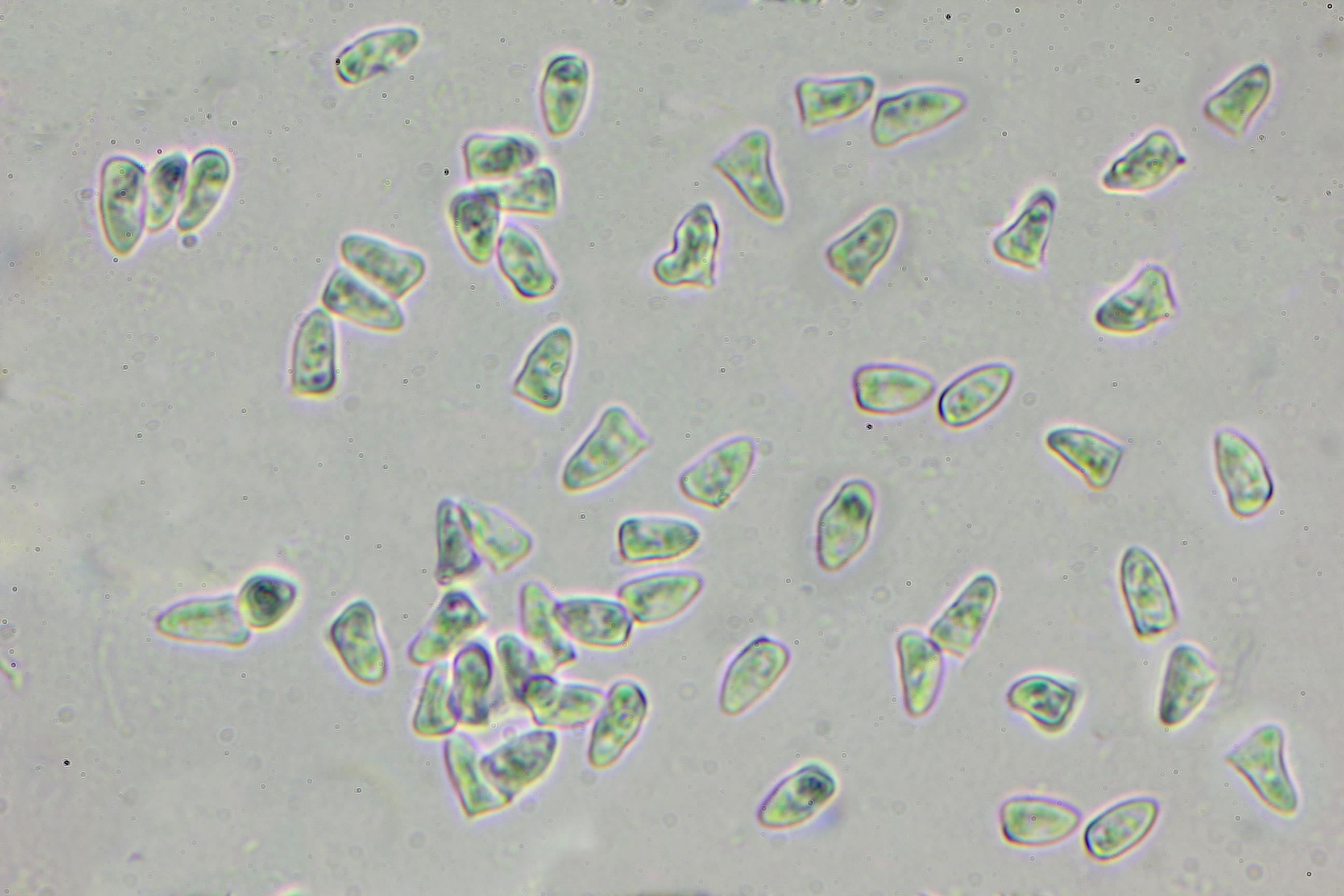
Esporos aumentados 1000x

Os esporos lisos e dextrinoides são triangulares em vista lateral com uma base espigada, oblongos em vista frontal e medem normalmente de 5 a 9 por 3 a 4 μm. A coloração com azul de cresyl mostra que eles são um tanto metacromáticos e binucleados. Os cistídios na borda da lamela (queilocistídios) são em forma de taco a cilíndricos ou, as vezes, esferopedunculados (um tanto esféricos com um pedúnculo) e têm dimensões de 20 a 44 por 6,5 a 13,5 μm. Os basídios têm de 18 a 30 por 5 a 8 μm, em sua maioria com quatro esporos, e estão ausentes na borda da lamela. Os pleurocistídios (cistídios na face da lamela) estão ausentes. A pileipellis é uma himeniderme (células alongadas dispostas lado a lado) com elementos em sua maioria incolores de diferentes comprimentos, medindo 16 a 62 por 8 a 18 μm. A estipetipellis (cobertura externa do estipe) compreende uma camada de hifas incolores medindo cerca de 2 a 3 μm de largura. As fíbulas estão presentes nas hifas de todas as partes do fungo.

### Espécies semelhantes

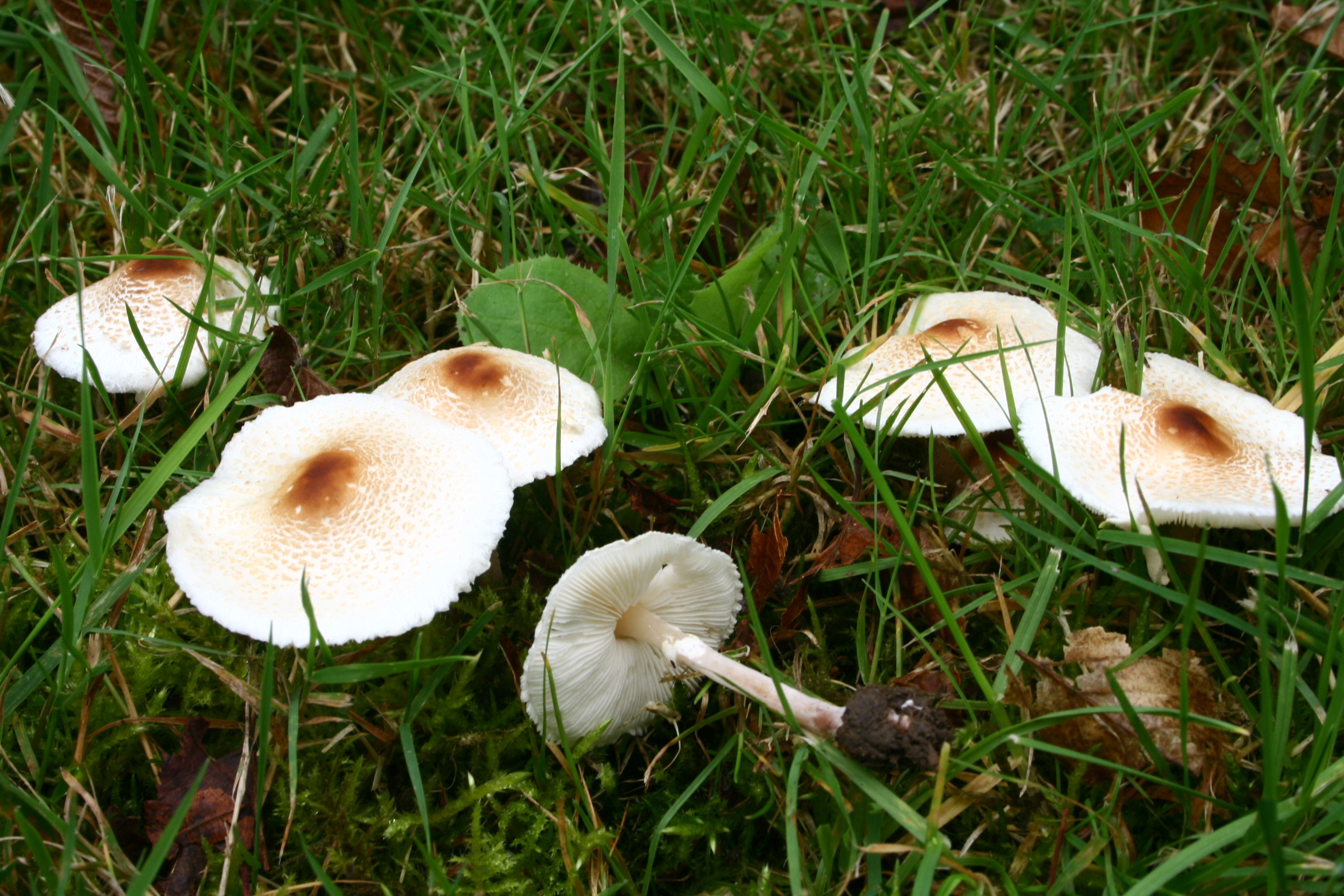
Lepiota cristata é uma espécie semelhante.

A Lepiota castaneidisca é muito parecida com a  L. cristata (com a qual tem sido comumente confundida), mas esta tem um píleo mais arredondado, não tem umbo e é marrom-avermelhada ou rosada, em vez de marrom-alaranjada. A L. cristata, que é amplamente distribuída no Hemisfério Norte, prefere habitats onde a cobertura vegetal natural foi perturbada por seres humanos ou nos leitos de rios e riachos; em contraste, a L. castaneidisca é encontrada em habitats naturais não perturbados. Outras espécies semelhantes que vivem em habitats também semelhantes com as quais a L. castaneidisca pode ser confundida incluem a L. thiersii e a L. neophana; em contraste com a L. castaneidisca, as duas últimas espécies têm esporos elipsoides. Os cogumelos da L. thiersii aparecem de novembro a abril e crescem dispersos ou em grupos sob ciprestes de Monterey, mas geralmente não possui a cor avermelhada no centro do píleo associada à L. castaneidisca e seus esporos não são tão longos, com dimensões de 4,7 a 6,3 por 3,1 a 3,9 μm. A L. neophana é uma espécie rara, mas mais amplamente distribuída nos Estados Unidos do que a L. castaneidisca, já que foi registrada em Ohio e Michigan, além da Califórnia. Ela também frutifica sob ciprestes, geralmente entre dezembro e abril. Esse cogumelo é mais facilmente distinguido da L. castaneidisca pela cor marrom-escura a marrom-enegrecido do centro do píleo.

## Habitat e distribuição
O Lepiota castaneidisca é um fungo saprófito. Os cogumelos aparecem no final do outono e no inverno (de novembro a fevereiro), onde crescem gregariamente perto de ciprestes de Monterey, sequoias-costeiras ou em florestas mistas costeiras de carvalhos. O fungo é comum no litoral e no norte da Califórnia, e é frequentemente encontrado na área da Baía de São Francisco. O limite norte de sua distribuição é o estado de Washington e o sul da Colúmbia Britânica, e ao sul foi registrado até o México.